# Röån (by)
Röån är en by  i Sollefteå kommun, Ångermanland, belägen 15 km från Junsele. Byn består av tre delar: Tara, Rö och Tarå, och gårdarna ligger längs och mellan vattendragen Röån och Tarån, vilka flyter ihop nedströms själva byn. I byn finns trots ett lågt invånarantal både flera företag och fritidsaktiviteter. Strax öster om byn finns vattenkraftverket Långbjörns kraftstation som dämmer Ångermanälven.

## Företag
- Röåns Tunnbröd
- Språkmakarna & Söner
- Svante Selins Hobbyverksamhet
- Tara Naturprodukter
- Röåns Möbler

## Föreningar
- Röåns Byalag
- Röåns Fiskevårdsområde
- Röåns Sportskytteklubb

## Museer
- Gårdsmuseum
- Samlar'n

## Berömda människor från Röån
- Nicke Sjödin